# Burger King
Burger King, a volte abbreviato BK è una catena multinazionale di ristorazione fast food statunitense con sede nella contea di Miami-Dade, in Florida.
La società è stata fondata nel 1953 come Insta-Burger King, a Jacksonville, tuttavia dopo che la stessa andò incontro a difficoltà finanziarie, venne acquistata da David Edgerton (1927–2018) e James McLamore (1926–1996) che la ribattezzarono "Burger King" nel 1959.
Nel mezzo secolo successivo, la società passò di mano quattro volte e il suo terzo gruppo di proprietari, una partnership tra Texas Pacific Group, Bain Capital e Goldman Sachs Capital Partners, la rese pubblica nel 2002. Alla fine del 2010, in un accordo del valore di 3,26 miliardi di dollari il gruppo brasiliano 3G Capital acquistò una quota di maggioranza nella società. I nuovi proprietari avviarono prontamente una ristrutturazione dell'azienda per invertirne le sorti, fondendola con la catena di ciambelle canadese Tim Hortons, sotto gli auspici della multinazionale Restaurant Brands International.

## Storia
Le fonti ufficiali affermano che la Burger King sia nata il 4 dicembre 1954 a Miami, in Florida, per iniziativa di James McLamore e David Edgerton, entrambi studenti della Cornell University School of Hotel Administration. Altre fonti affermano invece che la catena sia nata dalle ceneri della Insta Burger King, fondata a Jacksonville nel 1953 da Matthew Burns e Keith Kramer.
McLamore visita il negozio di Rick e Mac McDonald's a San Bernardino, in California, e ne crea una propria versione. Per coincidenza, Ray Kroc vende la prima macchina per milkshake (frappé americano) a loro. Successivamente Kroc acquista la catena di ristoranti McDonald's dai suoi fondatori, espandendola a livello mondiale.
Nel 1959 e McLamore ed Edgerton vendono i loro primi franchise. Nello stesso periodo si assiste a un'espansione dell'azienda in tutti gli USA e compaiono i primi luoghi di ristoro a Porto Rico. Nel 1967 l'azienda viene venduta alla Pillsbury, che alla fine degli anni settanta renderà dirigente aziendale Donald N. Smith, il quale contribuirà ad ampliare il menu della catena e a rinforzare il controllo del franchise. Nel 1971 viene aperto il franchising australiano Hungry Jack's.
Nel 1975 la catena sbarca in Europa con un primo ristorante a Madrid. Del 1980, il suo primo ristorante in Francia a Parigi su l'avenue des Champs-Élysées. Nell'agosto del 1992, il quartier generale Burger King a Miami viene gravemente danneggiato dall'uragano Andrew. Alla fine degli anni novanta, il logo dei "bun halves" (letteralmente "conchiglie di pane dolce") viene leggermente rinnovato (con l'aggiunta di una "blue swirl", il cerchietto blu attorno al logo). Nel 1997 Burger King lascia la Francia per scarsi ricavi, chiudendo i suoi 39 ristoranti di cui 23 in franchising; i ristoranti vengono rilevati dalla belga Quick ritornandoci a partire dal 2017 a seguito dell'acquisizione di quest'ultima.
Nel 1998 Burger King approda in Italia con un primo ristorante a Milano, fra piazza Duomo e via Ugo Foscolo, in notevole ritardo in quell'area rispetto sia al suo emulo italiano Burghy, nato nel 1979 nella vicina piazza S. Babila ad opera dei fondatori del marchio (i supermercati GS), sia al rivale di sempre McDonald's che nel 1995 ha assorbito tutta la catena Burghy. Probabilmente è questa ulteriore espansione di McDonald's nello Stivale a spingere BK ad insediarvisi, partendo proprio dalle storiche strade della cultura Paninara milanese, e lo fa grazie a un accordo con Autogrill, che acquista anche la Host Marriott Services, azienda che gestisce in licenza BK negli aeroporti e nelle strade.
Nel dicembre 2002, l'azienda inglese di bevande Diageo cede Burger King ad un gruppo di investitori guidati dalla Texas Pacific Group (TPG) per 1,5 miliardi di dollari. Nel febbraio 2006 la compagnia è collocata in borsa tramite una IPO. Dall'aprile 2006, il CEO di Burger King è John Chidsey, top manager di Pepsi, esperto di marketing che ha già lavorato anche presso eBay. Da maggio 2006 Burger King è presente nel listino NYSE con il simbolo BKC. Nello stesso anno fiscale, la compagnia ha ottenuto vendite per un totale di 11.3 miliardi di dollari USA.
A inizio 2007, l'azienda annuncia il ritorno in Giappone dopo cinque anni di assenza; inoltre, investe ulteriormente in Europa e Asia, e l'intenzione di aprire il primo ristorante in Africa (Egitto). Dal 2007 la catena decide di potenziare gli investimenti nello Stivale con l'apertura di nuovi ristoranti, che nel 2013 diventeranno 100, in 15 regioni, e a marzo 2015 ben 122. Il 2 settembre 2010 Burger King viene acquisita dalla 3G Capital of Brazil dei miliardari brasiliani Jorge Paulo Lemann e Marcel Herrmann Telles. Nel 2014 gli stessi proprietari acquistano anche la catena canadese Tim Hortons, riunendo i due brand nella Restaurant Brands International.
Il 22 dicembre 2012, torna in Francia aprendo un ristorante all'aeroporto di Marsiglia Provenza, e un secondo l'anno successivo alla Gare Saint-Lazare a Parigi, entrambi in collaborazione con Autogrill. Il 28 settembre 2015, Qualium Investissement, azionista unico di Quick annuncia di essere in trattative col Groupe BERTRAND, azionista maggioritario della joint-venture Burger King France, per rilevare il gruppo Quick e i suoi 509 ristoranti; i ristoranti francesi cambieranno insegna e diventeranno Burger King, il marchio Quick sarà invece mantenuto in Belgio, Lussemburgo e fuori dall'Europa.

## Diffusione

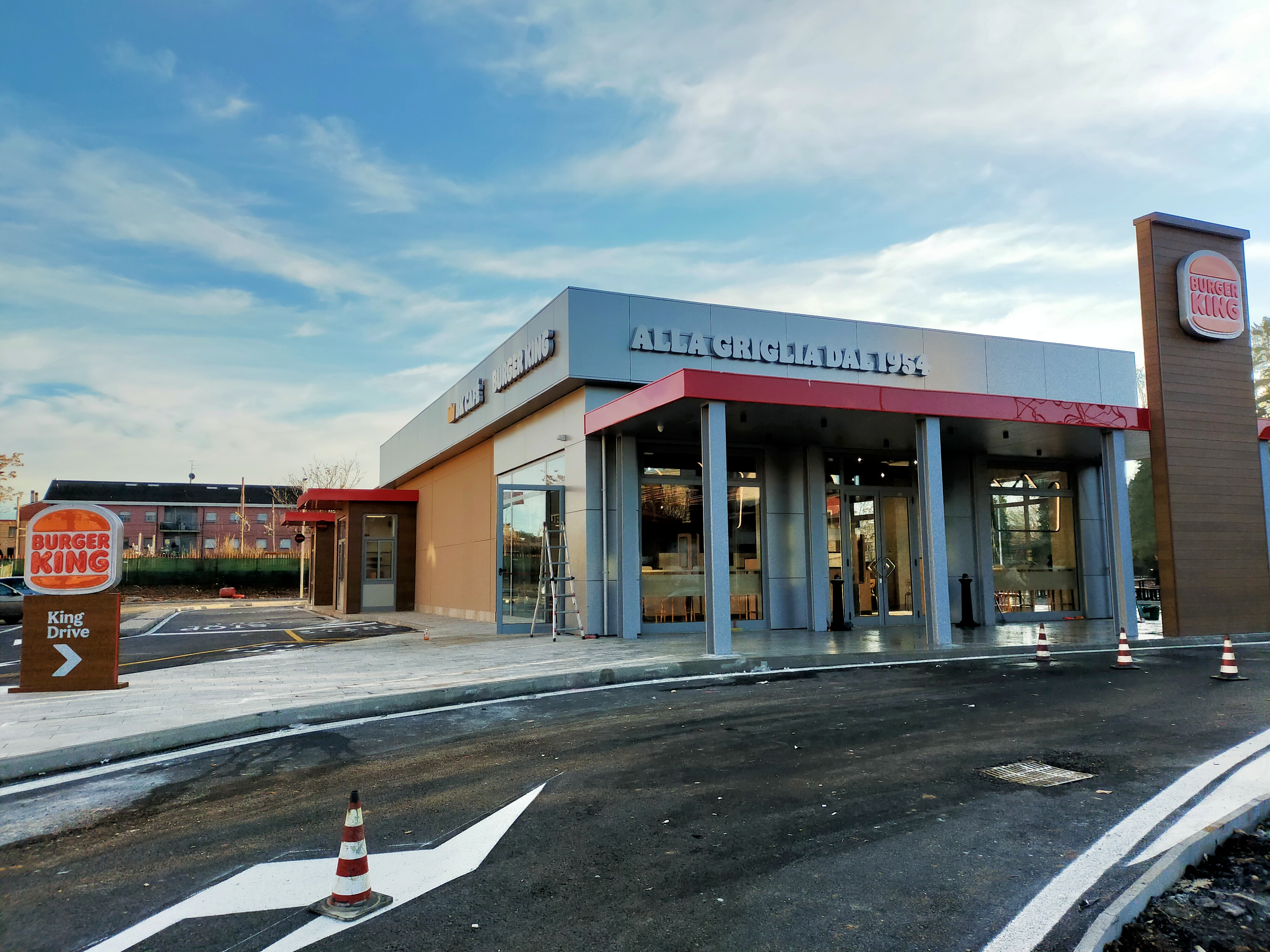
Burger King ad Avezzano (Abruzzo, Italia)

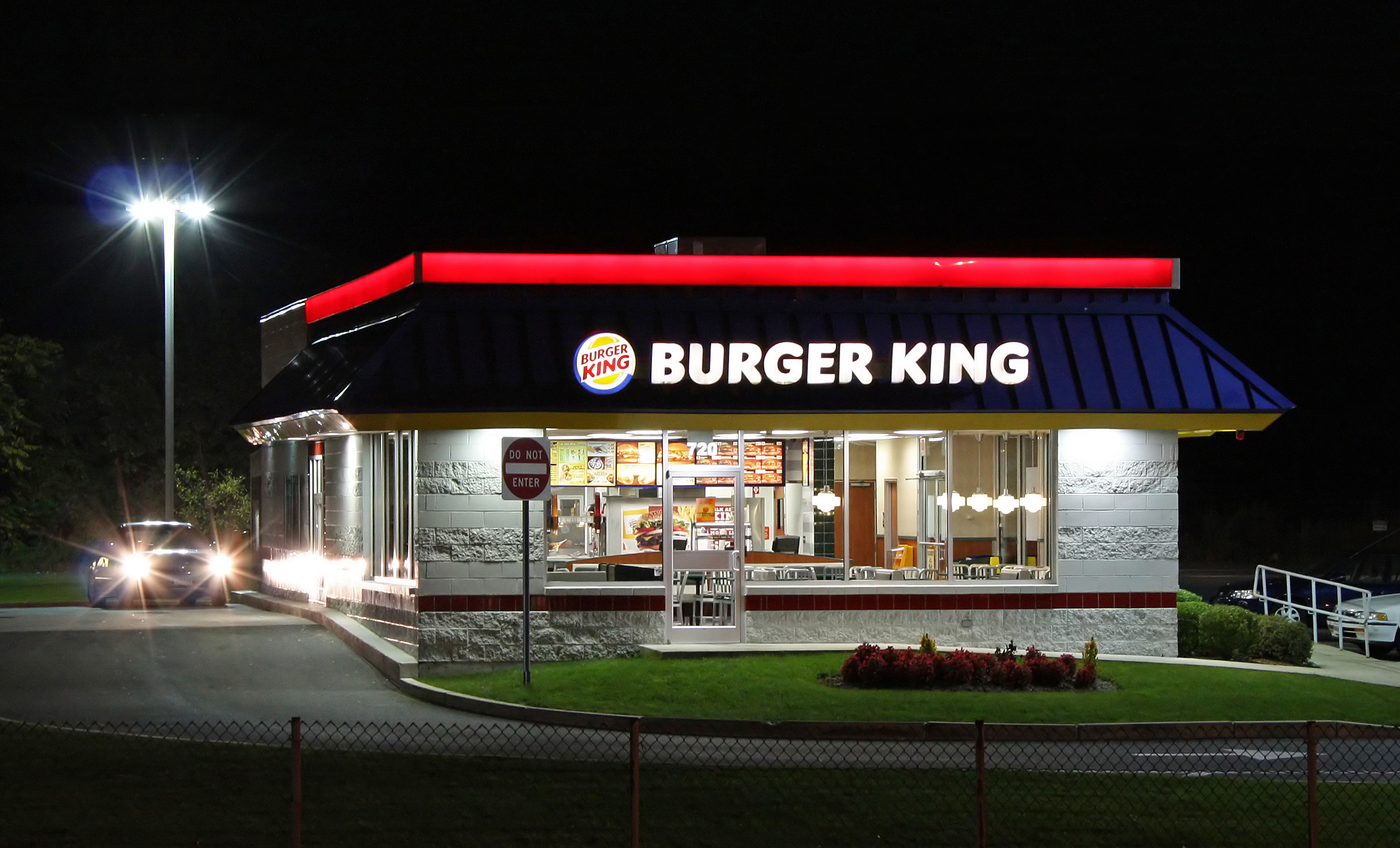
Burger King lungo l'U.S. Route 1 a Saugus (Massachusetts, USA)

Storicamente Burger King è sempre stata la seconda catena di Fast Food USA in ordine di grandezza, direttamente dietro McDonald's. Oggi esistono più di 11.000 negozi in 65 diversi Paesi; il 66% dei ristoranti si trova negli Stati Uniti. La compagnia offre lavoro a più di 340.000 persone, le quali servono circa 11.4 milioni di clienti ogni giorno.
Burger King ha una storica presenza nelle basi dell'esercito statunitense e nelle sue installazioni sparse per il mondo, grazie ad un accordo siglato nel 1980. Al giorno d'oggi, nonostante altre catene abbiano punti vendita nelle basi USA, c'è un ristorante BK in ogni base all'estero; all'interno degli Stati Uniti, invece, la Marina ed i Marines hanno un contratto con la rivale McDonald's, tagliando di fatto fuori dagli affari Burger King.

### Paesi con ristoranti Burger King
- Albania
- Antigua e Barbuda

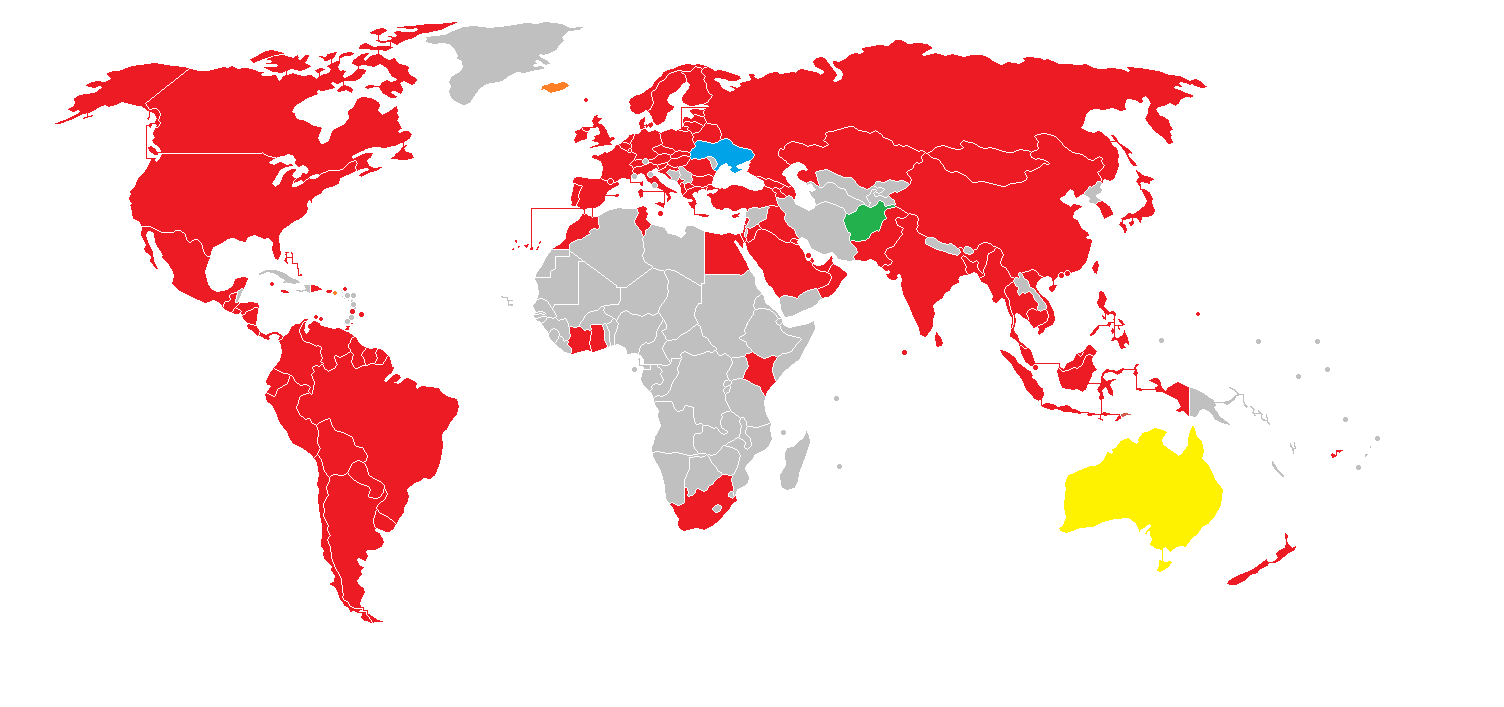
Mappa dei paesi con ristoranti Burger King

- Antille olandesi (include  Curaçao e  Sint Maarten)
- Arabia Saudita
- Argentina
- Aruba
- Australia (con il nome Hungry Jack's)
- Austria
- Bahamas
- Bahrain
- Bangladesh
- Bolivia
- Brasile
- Brunei
- Canada
- Cile
- Cina (primo ristorante aperto nel 2005 a Shanghai) - Include  Hong Kong
- Colombia
- Corea del Sud
- Costa Rica
- Danimarca
- Ecuador
- El Salvador (primo paese in America Centrale ad avere un negozio Burger King)
- Egitto
- Emirati Arabi Uniti
- Figi
- Filippine
- Finlandia
- Francia
- Germania
- Giamaica
- Giappone (dall'estate 2007)
- Giordania
- Guam
- Guatemala
- Guyana
- Honduras
- India
- Isole Cayman
- Iraq (aperto nel 2003[22])
- Irlanda
- Israele
- Italia (gestito da Autogrill)
- Kuwait
- Libano
- Macedonia del Nord
- Malaysia
- Malta
- Marocco
- Mauritius
- Messico
- Nicaragua
- Norvegia
- Nuova Zelanda
- Oman
- Paesi Bassi
- Pakistan
- Panama
- Paraguay
- Perù
- Polonia
- Portogallo
- Porto Rico
- Qatar
- Repubblica Ceca
- Repubblica Dominicana
- Russia
- Saint Lucia
- Singapore
- Spagna (primo paese in Europa ad avere un negozio Burger King; primo ristorante aperto nel 1975 a Madrid)
- Sudafrica
- Suriname
- Svezia
- Svizzera
- Taiwan
- Thailandia
- Timor Est
- Trinidad e Tobago
- Turchia
- Ungheria
- Uruguay
- Regno Unito
- USA
- Venezuela
- Vietnam

In passato:
- Ucraina (fino al 2006)
- Isole Vergini Americane (fino al 1997)

## Prodotti

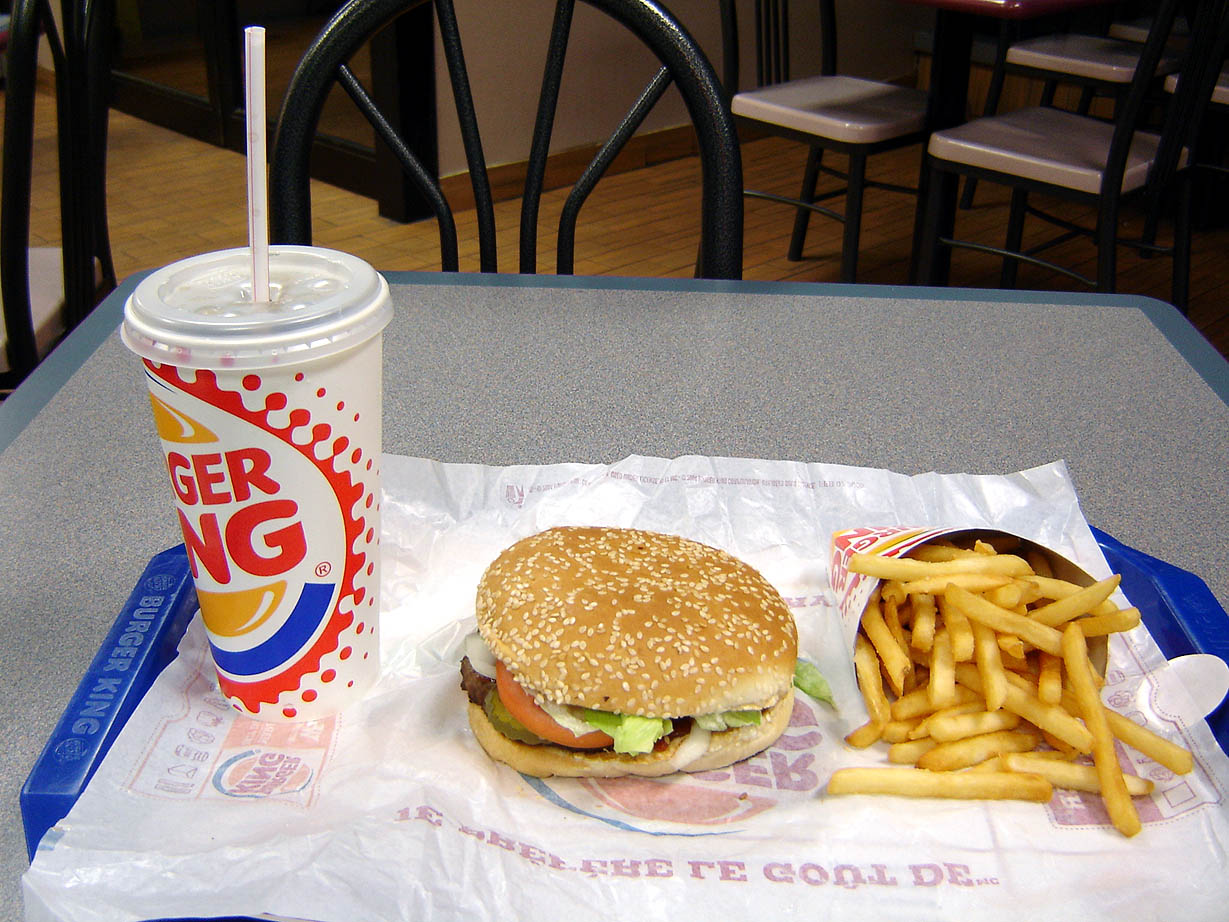
Menu Whopper con patatine e bibita

- Il prodotto più noto di Burger King è un hamburger chiamato Whopper, nato nel 1957 e caratterizzato dalla carne cotta direttamente sulla griglia (aspetto comune a tutti i suoi panini a base di bovino) e dalle sue grandi dimensioni; esso può essere personalizzato variando gli ingredienti ed è da ciò che è nato lo slogan storico di BK, inoltre esistono anche la versione doppia e quella Junior (più piccola), vendute in tutti i paesi.
- In alcuni Paesi viene anche servito l'Angus Burger, fatto con l'omonimo tipo di carne.
- Il "Tender Crisp" è un panino a base di cotoletta di pollo ed insalata.
- I "King nuggets", altro prodotto popolare, sono pezzi di carne di pollo impanata.
- Gli "Onion Rings" sono cipolle tagliate ad anelli e fritte in una speciale panatura, nei menu sono offerte in alternativa alle patatine, le quali a loro volta sono fornite da McCain®.
- Burger King ha lanciato il suo primo panino da colazione, il **Croissan'wich**, nel 1983, fatto con croissant, uova, formaggio e salsiccia, pancetta o prosciutto. È diventato subito popolare e lo è ancora oggi.[23]
- Nel 2014, BK lancia le Satisfries, patatine con una forma a zig-zag che, a detta dell'azienda, sono meno grasse del 30% rispetto a quelle classiche.
- I "Wrap" sono un tipo di piadina arrotolata riempita, a scelta, con pollo o carne.
- Il "Kids Meal", poi diventato "Diverking", è nato dall'esigenza di competere con l'"Happy Meal" di McDonald's. Solitamente viene sempre incluso nel menu un giocattolo che varia a seconda della campagna di marketing in corso, molto spesso legata a film.
- Il "Big King XXL" è una variante più grande del panino Big King, venduta in molti paesi. In Spagna (dove BK ha un'importante presenza), il premier Zapatero ha ordinato la messa al bando della pubblicità di tale prodotto, perché "incita all'obesità", problema grave nel Paese.
- Nel 2007 arrivano in Italia i "Chicken fries", bastoncini di pollo speziati e lunghi come le tradizionali patatine.
- Altro prodotto a base di pollo sono le "Chicken wings": ali di pollo aromatizzate.
- Sono vendute anche 3 insalate: Green Salad, Grilled Chicken Salad, Crunchy Chicken Salad.
- In Italia sono disponibili questi dessert: 3 tipi di Hot Brownie (Fondente, Cioccolato Bianco e Lamponi), la Torta Cheesecake, il Tiramisù, il Muffin al cioccolato, i Sundae al cioccolato, alla fragola e al caramello, e dal 2013 i nuovi BK Fusion ai gusti Strawberry Crunch, Perugina, Oreo e Kit Kat e il Waffle caldo.
- Le bevande possono variare a seconda della nazione: in molti paesi è distribuita Coca-Cola (e prodotti del gruppo), in altri come la Turchia la Pepsi. In alcuni è servita anche la birra.
- Nel 2008 entra un nuovo prodotto, il panino Steakhouse.

## Pubblicità
Nei primi anni settanta, Burger King lanciò una campagna pubblicitaria dove impiegati dell'azienda cantavano le parole "Hold the pickles, hold the lettuce. Special orders don't upset us. All we ask is that you let us have it your way!" ("Togli i sottaceti, togli la lattuga. Gli ordini speciali non ci fanno arrabbiare. Tutto quello che chiediamo è di fartelo avere come tu lo vuoi!"). Le ultime quattro parole, con alcune varianti, sono usate per pubblicizzare il Whopper e da questa deriverà lo slogan.
Verso la fine degli anni settanta, durante la programmazione per bambini, Burger King usava una mascotte con lo stesso nome per pubblicizzare i propri prodotti. Il "Burger King" era un monarca che regnava nel regno di Burger King, insieme con il "Duca del Dubbio", suo acerrimo nemico, "Burger Thing" (un grosso pupazzo a forma di hamburger), "Sir Shakes-A-Lot" (un cavaliere molto goloso dei milkshake Burger King) e "Wizard of Fries" ("Il mago delle patatine", un robot alimentato a patatine fritte). Questo era, fondamentalmente, un parallelo con gli spot di McDonald's, i quali contenevano "Ronald McDonald", "The Hamburgler", "Mayor McCheese" e altri pupazzi e mascotte.
Caratteristiche le "guerre" a colpi di pubblicità comparativa diretta tra Burger King e Mc Donalds, sempre comunque ironiche, note negli USA come burger wars.
Nel 2007, Burger King lancia il suo primo spot televisivo in Italia che riguarda le Chicken Fries, trasmessa da MTV e All Music; molto usati invece gli spot via radio, e tramite la stampa. Nello stesso anno i Simpson hanno contribuito a pubblicizzare Burger King grazie al loro film e al fatto di aver più volte ospitato nella serie la mascotte.
Tra le molte sponsorizzazioni sportive ci sono state ad esempio U.S. Città di Palermo, Stevenage Football Club, Alajuelense, il cui calciatore Jonathan McDonald nel 2020 è sceso in campo proprio con la scritta "Burger King" sulla maglia al posto del cognome. In Formula 1, nel 2010 il logo compare sulla Sauber-BMW motorizzata dagli otto cilindri della Ferrari di Pedro de la Rosa e Kamui Kobayashi nei Gran Premi di Spagna e Europa in Comunità valenciana.
Gli advergame di Burger King includono Whopper Chase (Spagna, 1987); Die Völker: Online-Edition (Germania, 2000), che è una versione di Alien Nations dotata della sola modalità multigiocatore semplificata; e tre giochi del 2006 per Xbox e Xbox 360, Sneak King, Big Bumpin' e PocketBike Racer, che ebbero un successo sorprendente, con 3,2 milioni di unità vendute in totale.

## Identità aziendale

### Logo

Logo di Burger King utilizzato dal 1999 al 2021. (Utilizzato in Francia fino al 2024)

Il famoso logo di Burger King apparve per la prima volta nel 1968. Fu rivisitato nel 1994, mentre nel 1999 ne fu introdotta una nuova versione. Ciononostante, molti ristoranti adottarono le insegne col nuovo logo solo a partire dal 2002. Il logo, che ricorda un hamburger, è caratterizzato dal nome del ristorante scritto in rosso e disposto su due linee, schiacciato tra le due metà di un panino (Bun Halves) a simulare un sandwich e per questo il logo fu soprannominato 'Bun Halves'.
Dal 7 gennaio 2021 è in vigore il nuovo logo nato da una rivisitazione di quello in uso fino al 1994.

### Slogan
Ecco un elenco di vari slogan utilizzati nelle pubblicità statunitensi nel corso degli anni:
- Have it your way. - Questo è lo slogan più longevo degli Stati Uniti. Burger King lo usa dal 1973 (in Italia è tradotto "così come lo vuoi") ed è un richiamo alla personalizzazione del panino di punta Whopper.
- Are you hungry for Burger King now?
- Burger King: Where kids are king.
- When you have it your way, it just tastes better.
- If you ask us, it just tastes better.
- Your Way Right Away
- We're America's Burger King.
- Home of the Whopper
- The Fire's Ready
- Fuel Your Fire
- Never fried, always fired.
- Get Your Burgers' Worth
- @ BK You Got It!
- We do it like you'd do it!
- We know how burgers should be.
- The BEST Food for FAST Times.
- It takes Two Hands to hold my Whopper
- Magic makes it Special when you're with Burger King.
- BK Tee Vee: I love this place!
- Aren't You Hungry?
- Got the Urge? Come to Burger King
- Burger King, where you're the boss!
- BK4U
- In the land of burgers, Whopper is king.
- Got the Urge?
- Wake Up With the King
- Burger King Kids Club: Great food, cool stuff, kids only.